# 리처드 제퍼슨
리처드 앨런 제퍼슨(영어: Richard Allen Jefferson, 1980년 6월 21일 ~ )은 미국의 은퇴한 농구 선수로 포지션은 스몰 포워드이다. 현역 시절에 전미 농구 협회(NBA)의 뉴저지 네츠에서 선수 생활을 시작하여 덴버 너기츠에서 선수 생활을 마쳤다.